# Adei Ad
Adei Ad, en hébreu : עדי עד, est un avant-poste israélien, implanté en Cisjordanie. Administrativement, il fait partie du conseil régional de Mateh Binyamin, dans le district de Judée et Samarie. Il est situé à proximité de la colonie Shvut Rachel (en) et du village palestinien de Qusra. L'avant-poste est établi en 1998, par un groupe d'étudiants de la yechiva Sdor Amir de la colonie Shvut Rachela. En 1999, le Premier ministre d'Israël Ehud Barak, ordonne le démantèlement de l'avant-poste. En 2003, la Haute Cour de justice israélienne statue que la terre où est implanté l'avant-poste appartient à l'État d'Israël. Cependant, le gouvernement israélien, affirme que, malgré sa propriété publique, les colons n'ont pas de droit de construction.

## Situation juridique
En application de la IVe Convention de Genève dans les Territoires palestiniens, la communauté internationale, considère comme illégales, les colonies israéliennes de Cisjordanie, au regard du droit international ; Israël en tant que signataire  des Conventions de Genève est dans l'obligation de les respecter mais conteste ce point de vue.
Les avant-postes sont considérés par le gouvernement israélien comme des colonies sauvages mais«  la communauté internationale ne fait pas de distinction entre colonies légales ou illégales ».

## Source de la traduction
- (en) Cet article est partiellement ou en totalité issu de l’article de Wikipédia en anglais intitulé « Adei Ad » (voir la liste des auteurs).